# Lucio Scipione Atellani

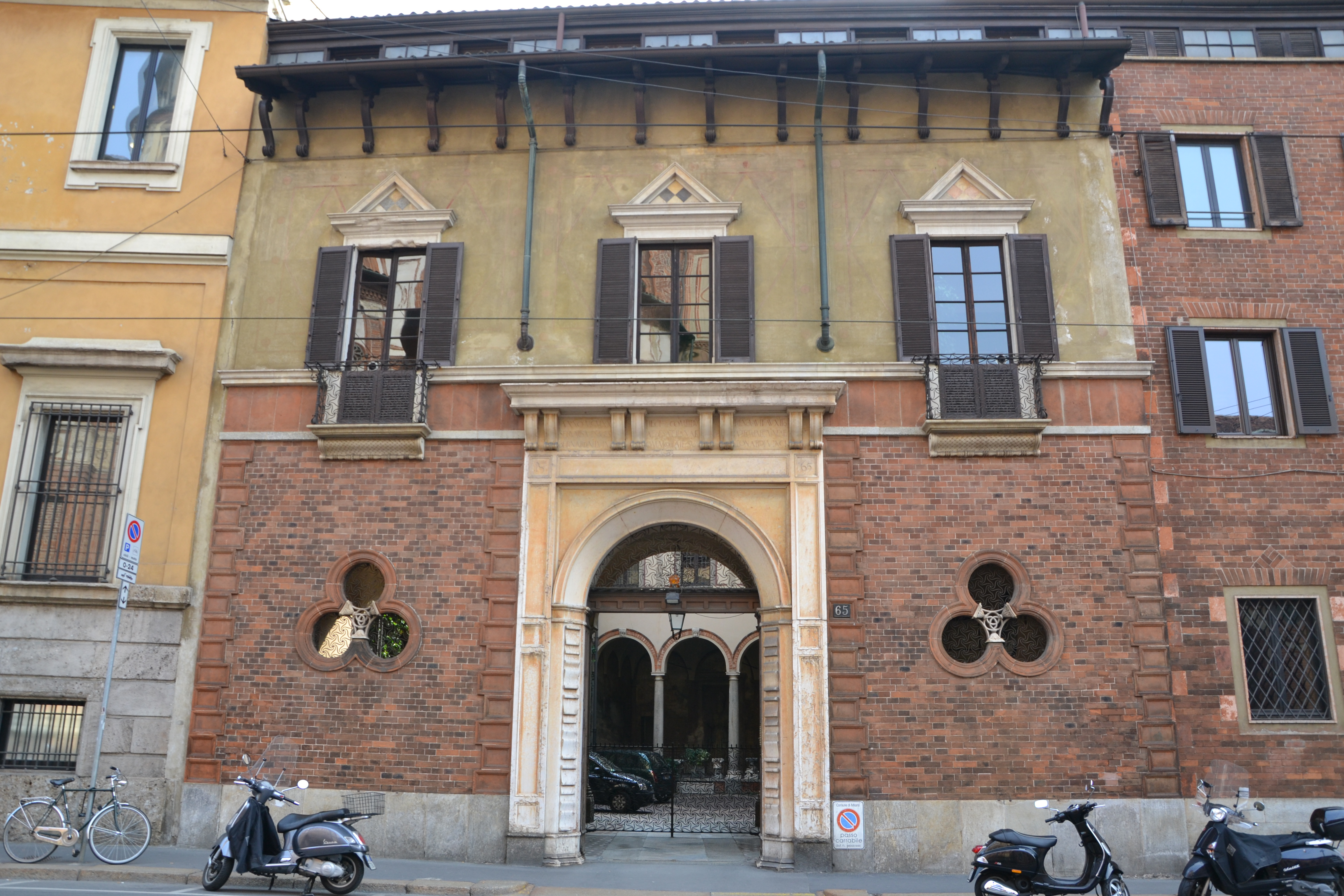
Milano, Casa Atellani

Lucio Scipione Atellani (... – Milano, XVI secolo) è stato un funzionario e ambasciatore italiano.

## Biografia
Era figlio di Giacomotto della Tela (Atellani), cortigiano e diplomatico originario della Basilicata al servizio del duca di Milano Ludovico il Moro, al quale fece dono nel 1490 di un importante edificio nel cuore di Milano, a poca distanza della chiesa di Santa Maria delle Grazie.
Seguendo le orme del padre, Lucio divenne tesoriere dello Stato, cortigiano e ambasciatore di Francesco II Sforza. Nel 1526 aiutò il frate scrittore ed amico Matteo Bandello a fuggire da Milano, a causa della congiura anti spagnola.

## Celebrazioni
Il poeta Matteo Bandello ha dedicato a Lucio Scipione la Novella III della Prima parte (1554).